# ジェシカ・シンプソン (トランス活動家)
ジェシカ・シンプソンは、カナダ人のトランス活動家。活動時はジェシカ・ヤニフ（Jessica Yaniv）を名乗る。
さまざまなエステサロンで陰嚢へのワックス脱毛を拒否された後、少なくとも15件の苦情を申し立てたことで最もよく知られている   。苦情は2018年と2019年にBritish Columbia Human Rights Tribunalに提出されたカナダの小売業におけるトランスジェンダー差別の最初の主要な事件だった。 2019年、審判は彼の最初の苦情を却下し、シンプソンには人種差別的な動機があると判断した。その後、差別、名誉毀損およびプライバシー違反で逆に訴えを起こされた。

## 幼少期の生活、教育、およびキャリア
6歳のときからトランスジェンダーだったと言っているが、それについてオープンになることを恐れていた。10代の頃、彼はうつ病、不安神経症、および注意欠陥多動性障害を伴う性同一性障害の治療を受けた。
シンプソンは、ブリティッシュコロンビア州サレーのKwantlen Polytechnic Universityに入学し、 コンピュータサイエンスを勉強した。
2008年、彼はFacebookを使用して8月21日の全国セックスデーを呼びかけたときに、最初の注目を集めた。キャンペーンの一環として、彼はリクエストに応じて無料のコンドームを配布した。彼は後で、それがバイラルマーケティングプロモーションであることを明らかにした。このプロモーションには10万人以上のFacebookユーザーが集まった。
シンプソンはコールセンターと技術サポートで働いていた。それは彼が顧客にインターネットサポートを提供するビジネスを始めることにつながった。彼は下の名前を「ジェシカ」に合法的に変更する前に、出生名で数年間事業を営んでいた。 2012年から2017年まで、アメリカのボーカルグループCimorelliに勤務し、ソーシャルメディアを管理し、Cimorelliが承認した製品をマーケティングした。彼は、アメリカのハウスミュージック歌手のチェルスコの広報マネージャーを務めた。

## アクティビズム
シンプソンは、ラングレーのタウンシップで、タウンシップ評議会の前で多くの問題を提唱したことで知られている。
彼が話した問題には、女性用衛生製品の提供、Miss BCページェントタイトルのキャンペーンへの資金提供の要請、使い捨てプラスチックなどがあった。彼のジェンダー問題の擁護には、体育の授業におけるジェンダーに基づく人種差別の終わりを求めることが含まれていた。
彼はまた、ラングレータウンシップの公共プールでの「全身水泳」を提案し、提唱した 。このイベントは12歳以上を対象としている。 、腰より上の服はオプション、および親、保護者の入場は禁止される。

## 人権に関する苦情およびその他の訴訟

### 2018
2018年、男性器の脱毛を拒否したとして、複数のワックス脱毛サロンに対してBritish Columbia Human RightsTribunalに差別的苦情を申し立てた 。シンプソンの事件は、カナダの小売業におけるトランスジェンダー差別の最初の主要な事件だった。彼は15,000ドルもの賠償金を求めていた。各美容師からの被害。弁護側で、エステティシャンは男性器にワックスをかける訓練が不足しており、個人的または宗教的な理由でそうすることに抵抗があると述べた。彼らはさらに、トランスジェンダーであることは彼らにとって問題ではなく、男性の生殖器を持つことが問題であると主張した。彼は男性器にワックスをかける特別なトレーニングが必要であるという主張を拒否した。公聴会は、サービスの拒否をネオナチと同一視した 。回答者は通常、在宅勤務で、白人ではなく移民であり、話をしなかった。その後、2つのサロンが閉鎖を余儀なくされた。
回答者に対して人種差別主義者のコメントをしたとされる彼に関して、彼は次のように述べている。「インドのコミュニティどんなビジネスでも、ひどい」と付け加えた。「移民はトランスジェンダーの人々をターゲットにしている。私たちは犠牲者であり、彼らではない。」

### 2019
2020年1月7日、元の回答者の3人を代表していた憲法上の自由のための司法センター|en|Justice Centre for Constitutional Freedoms（JCCF）は、2019年10月初旬にシンプソンによって提出された追加の苦情で別のサロンを代表していると発表した。これは、彼が審判に提出した8番目の訴訟を表しているとヤニフは、「CTVNews」に次のように語っている。今回、彼は判例が彼に有利であると信じていた。裁判所は、彼による苦情は、裁判所によって課された罰金を支払わなかったため、6か月延期されると裁定した。2020年9月、ヤニフが2つのサロンに対する訴訟を取り下げたことが発表された。

### 2020
2020年8月、シンプソンは、審判事件に関与した3人の女性美容師に対して11,800ドルで新しい民事訴訟を提起した。 ナショナル・ポストへの電子メールで、彼は審判の訴訟で美容師に支払うべきお金を支払ったと述べたが、彼らは彼に対して置かれた関連するリーエンを取り除くことができなかった。そのため、彼は自分の資産を保護するために訴訟を起こす必要があった。
2020年、彼は、2019年の武器容疑での逮捕と拘留をめぐる治療について、ラングレーの郷を35,000ドルで訴えた。彼は、障害者差別を経験し、刑務所の細胞は不衛生であり、1人の警備員が彼に糖尿病を提供できなかったと述べた。薬物療法または被害者サービス。彼はまた、スタッフが間違った代名詞を使って嫌がらせをしたと言った。

### 美人コンテストの苦情
2020年10月、JCCFは、彼がオンタリオ州人権裁判所に提出した人権侵害の申し立てに対して、女性と少女のための美人コンテストであるカナダギャラクシーページェントを代表していると主張した。彼は、「28歳以上」部門のページェント競技者として受け入れられなかったため、性同一性、性表現、性別に基づいて差別されていた。ページェントには、完全に移行した遺伝的女性とトランスジェンダーの女性を受け入れるという方針が定められている   。Western Standardは、彼が「尊厳と感情への傷害」のために10,000ドルの損害賠償を求めたと報告した。

### 2021
2021年1月、彼は、Canadian Human Rights Commissionとの差別についてLangley 王立カナダ騎馬警察に対して2件の苦情を申し立てたと発表した。
2021年1月、2019年に彼の個人的な健康情報を侵害したとしてFraser HealthとProvincial Health Services Authorityに対してSurrey Provincial Courtでsmall claims訴訟を起こした。
2021年2月、ラングレー消防署のタウンシップは、彼が風呂から出るための支援を要求するために再び彼らに連絡した場合、彼がこの目的のために何十回も消防署を召喚したと主張して、彼に請求されることを通知した。救急医療を構成せず、消防署の職員を「不適切で卑劣な行為」にさらした。シンプソンは、申し立てに異議を唱え、ラングレーの郷を名誉毀損および「その他の事柄」で訴えるつもりであると述べた。

### 影響と反応
ブリティッシュコロンビア州の人権弁護士であるエイドリアン・スミスは、ヤニブ事件は、トランスジェンダーのコミュニティが最近の審判で享受していた成功の多くを覆したと述べた。スミスによると、大きな問題は、彼に法定代理人がいないため、訴訟中にソーシャルメディアに否定的なコメントをするなど、弁護士が阻止できたはずの重大な誤りを犯すことになった。スミスは、より良い訴訟資金の必要性を示したので、このような場合の代理人がいるだろうと述べた。
訴状の提出後、彼は「Twitterの保守的の人物との確執に巻き込まれ、アメリカの陰謀理論家アレックス・ジョーンズのラジオ番組に出演し、数十人の対象となった。ニュース記事と意見記事」。ジョーンズと他のいくつかのメディアは、彼の事件を利用して、信者を怒らせた。この事件は、 タッカー・カールソンのFOXニュースチャンネルショー。
トロントの弁護士で法学者のOmarHa-Redeyeは、「人権体制を弱体化させようとしている人、または人権が行き過ぎていることを示唆しようとしている人（通常、性同一性と性表現を含めることに反対している）は次のように述べている。 、この事件に関するニュース記事を広く利用して、彼らの主張を述べた。」 Ha-Redeyeはまた、「この事件は、審判の外で作成された公の光景でも注目に値する。それは、信じられないほどのレベルの敵意を特徴としていた」と述べた。
2019年7月の執筆で、ガーディアンのArwaMahdawiは、事件の大部分がright-wing mediaによってカバーされていたという事実を批判した。彼は、通常、彼らが取り残されたグループには関心がないと示唆した。 彼事件で懸念を示した。マハダウィはまた、ペニスを扱うことに不快感を覚える女性は、シンプソンが示唆したように、偏見と呼ばれるべきではないと意見を述べ、そのような主張は「...トランスジェンダーの人々に対して毎日犯されているヘイトクライムを嘲笑する」と述べた。 
Daily Utah Chronicleで、KCエレン・クーシュマンは左翼とLGBTQ +を批判し、メディアがヤニブや他のクィアのインフルエンサーに悪い行動を呼びかけることに躊躇していることを確認した。精査を避けるために悪いことをする人々のために、私たちはコミュニティのすべての人にとってより危険な場所を作る。 "
トロント・スターで、Joanna Chiuは、裁判所の事件の報道の結果として、多くのトランスジェンダーの人々が彼らに対するオンラインの憎悪の大幅な増加を経験したと報告した。Chiuは、トランスジェンダーの擁護者は「...判決がトランスフォビアを大胆にする可能性があるのではないかと心配しているが、市民はバンクーバーでコミュニティがいかに疎外されているかを見失っている」と述べた。
オーストラリアのコメンテーターRitaPanahiは、この事件を「ねじれた形の社会的正義」と呼び、オーストラリアでも「見知らぬ人の陰茎と陰嚢に触れたくない女性は頑固者として誹謗中傷され、生計を失い、人権法廷の前で自分自身を見つけることができる。」中央右 Liberal-NationalCoalitionがビクトリア州で提案されている性別自己識別法に反対する決定を考慮に入れるそして、オーストラリア議会の上院議員 ポーリン・ハンソンは、オーストラリア教育法改正（子供の教化の禁止）法案2020を支持して引用した。

## 法的問題

### 武器の違法所持
シンプソンは、ライブストリーミングされたYouTubeの動画にテーザー銃を表示した後、2019年8月8日にLangleyRCMPの分遣隊によって逮捕された 。彼は禁止された武器を展示したとされるとき、仲間のYouTuberのBlaire Whiteと話し合った。事件についてコメントし、警察は武器が向けられていないと述べた警察が彼の家を調査した際、2つの伝導性の電気兵器を押収した。 彼は、2020年1月13日にサリー州裁判所に出廷した。
「AldergroveStar」のMathew Claxtonによると、サリー裁判所の登録簿は、シンプソンが禁止された武器の所持の罪で有罪とされ、条件付きで執行猶予となることを宣告されたことを示している。「LangleyAdvanceTimes」は、彼が保護観察と銃器の禁止を受けたと報告した。

### いたずらと脅迫の料金
2020年12月、「Western Standard」は、ラングレー王立カナダ騎馬警察が2020年10月のChris Elstonに関する事件に関連してシンプソンをいたずらおよび発声脅威で起訴したと報告した。 

## オンラインでの嫌がらせの疑い
National Post のJosephBreanによると、シンプソンは複数の人々から非難されている。これには、彼が未成年の少女とのオンラインコミュニケーションで下品で性的な言葉を使用したという主張が含まれる。 彼はこれらの主張を否定した。主張の1つは、ワシントン州の少女によるもので、少女が14歳のときに、彼がソーシャルメディア上で性的関心を表明したと述べ、彼は激しく否定した。少女は彼の録音を「NationalPost」と共有し、彼はセサミストリートのエルモの声を使って性的なコメントをした。 彼は録音は冗談であり、女の子ではなく友人に送信されたと述べた。

### シンプソンに対して
2019年、カナダのフェミニスト作家Meghan MurphyはシンプソンとのTwitterでのやり取りにより、Murphyはアカウントを停止された 。マーフィーは、ツイッターの憎悪と嫌がらせの方針に違反したとされる 。マーフィーは禁止をめぐってツイッターを訴えたが失敗した。
Twitterはまた、やり取りの結果として、カナダのコラムニストであるLindsay Shepherdを2019年7月14日にアカウントを停止した。彼らの交換でシンプソンは「@realDonaldTrumpがあなたの子宮の中に壁を作っていると聞いた。別名「生殖異常」は壁が意図したとおりに機能することを願っている」とシェパードは答えた。Twitterは、シェパードに嫌なコンテンツに対する規則に違反したとアドバイスした。批評家は、許可した後、Twitterを「二重基準」と非難した。シンプソンは「罰せられない」。なお、シェパードのTwitterアカウントは2019年7月後半に復活した。